# Leszek Nowak
Leszek Nowak (Więckowice, 7 gennaio 1943 – Poznań, 20 ottobre 2009) è stato un filosofo polacco.
Di scuola marxista, fu redattore della rivista Studi di Poznań sulla filosofia delle scienze e delle lettere. In campo epistemologico propose una conciliazione tra marxismo e positivismo logico.
Nowak divenne professore nel 1976, all'età di 33 anni. A quel tempo era il più giovane professore in Polonia e l'autore di un concetto metodologico – la teoria idealizzante della scienza. La sua teoria è stata ispirata da idee che ha trovato negli scritti di Marx. Li ha resi espliciti e precisi grazie all'uso del linguaggio della moderna filosofia logica.